# Komoé
A Komoé (Comoé) folyó Nyugat-Afrikában.

## Jellemzői
Burkina Fasóban (Felső-Volta) ered, és Elefántcsontparton át a Guineai-öbölbe ömlik. A folyó nagyjából észak-déli irányba folyik, egy szakaszon határt is képezve a két ország között. Hossza 759 km, vízgyűjtő területe 82 408 km², vízhozama 237 m3/s. A Komoé partjait galériaerdők szegélyezik, melyek fontos természetes élőhelyek. A folyó mentén, Elefántcsontpart északi részén található a gazdag növényvilággal rendelkező Comoé Nemzeti Park, melyet az UNESCO a világörökség részének nyilvánított.